# Brattifjallgarður (bergstopp)
Brattifjallgarður är en bergstopp i republiken Island. Den ligger i regionen Norðurland eystra, 300 km nordost om huvudstaden Reykjavík. Toppen på Brattifjallgarður är 780 meter över havet. Brattifjallgarður ingår i Dimmifjallgarður.
Trakten runt Brattifjallgarður är nära nog obefolkad, med mindre än två invånare per kvadratkilometer. Det finns inga samhällen i närheten. Trakten runt Brattifjallgarður är ofruktbar med lite eller ingen växtlighet.